# Spornkuckucke
Die Spornkuckucke oder Sporenkuckucke (Centropus) sind die einzige Gattung der Unterfamilie Centropodinae in der Familie der Kuckucke. Die Gattung wurde erstmals 1811 von Johann Karl Wilhelm Illiger auf der Basis des Ägyptischen Spornkuckucks (Centropus senegalensis aegyptius) beschrieben. Spornkuckucke sind keine Brutparasiten.

## Merkmale
Die Spornkuckucke sind große, kräftige, erdbewohnende Kuckucksvögel mit kräftigen Schnäbeln, kurzen, abgerundeten Flügeln und langen, breiten Schwänzen. Der wissenschaftliche Name setzt sich aus den griechischen Begriffen κέντρον (kentron; Mittelpunkt, Sporn) und πούς (pous; Fuß) zusammen und bezieht sich auf die lange, gerade und große Hinterzehenkralle (Hallux) bei den meisten Spornkuckucksarten. Abgesehen vom Mantel bedecken die breiten Flügel den Rücken. Der Rücken und der Bürzel sind häufig von kurzen schwarzen Federn bedeckt, die bei geschlossenen Flügeln verdeckt sind.

## Systematik
In der Gattung der Spornkuckucke werden folgende 28 Arten unterschieden, die in der Alten Welt vorkommen:
- Celebeskuckuck (Centropus celebensis)
- Bambuskuckuck (Centropus unirufus)
- Maskenkuckuck (Centropus melanops)
- Javakuckuck (Centropus nigrorufus)
- Blasskopfkuckuck (Centropus milo)
- Goliathkuckuck (Centropus goliath)
- Purpurkuckuck (Centropus violaceus)
- Mohrenkuckuck (Centropus menbeki)
- Weißkopfkuckuck (Centropus ateralbus)
- Fasanspornkuckuck (Centropus phasianinus)
- Kaikuckuck (Centropus spilopterus)
- Bernsteinkuckuck (Centropus bernsteini)
- Biakkuckuck (Centropus chalybeus)
- Kurzspornkuckuck (Centropus rectunguis)
- Mindorokuckuck (Centropus steerii)
- Heckenkuckuck (Centropus sinensis)
- Andamanenkuckuck (Centropus andamanensis)
- Grünkuckuck (Centropus viridis)
- Tulukuckuck (Centropus toulou)
- Grillkuckuck (Centropus grillii)
- Bengalenkuckuck (Centropus bengalensis)
- Ceylonkuckuck (Centropus chlororhynchos)
- Weißbauchkuckuck (Centropus leucogaster)
- Ansellkuckuck (Centropus anselli)
- Blaukopfkuckuck (Centropus monachus)
- Kupferschwanzkuckuck (Centropus cupreicaudus)
- Spornkuckuck (Centropus senegalensis)
- Weißbrauenkuckuck (Centropus superciliosus)

1985 wurden die fossilen Überreste der ausgestorbenen Art Centropus colossus aus der Green Waterhole Cave bei Tantanoola in South Australia beschrieben. 2016 wurden zwei weitere fossile Arten – Centropus maximus und Centropus bairdi aus der Nullarbor-Ebene in South Australia – beschrieben.